# Reftele distrikt
Reftele distrikt är ett distrikt i Gislaveds kommun och Jönköpings län. Distriktet ligger omkring Reftele i västra Småland.

## Tidigare administrativ tillhörighet
Distriktet inrättades 2016 och utgörs av socknen Reftele i Gislaveds kommun.
Området motsvarar den omfattning Reftele församling hade vid årsskiftet 1999/2000.

## Tätorter och småorter
I Reftele distrikt finns en tätort och en småort.

### Tätorter
- Reftele

### Småorter
- Väcklinge